# Michał Karol Załuski
Michał Karol Załuski z Iwonicza herbu Junosza (ur. 24 lutego 1827 w  Wilnie, zm. 16 kwietnia 1893 w  Iwoniczu) – hrabia, zarządca uzdrowiska Iwonicz-Zdrój oraz przyległych dóbr, szambelan (podkomorzy) austriacki, major dragonów, działacz społeczny.

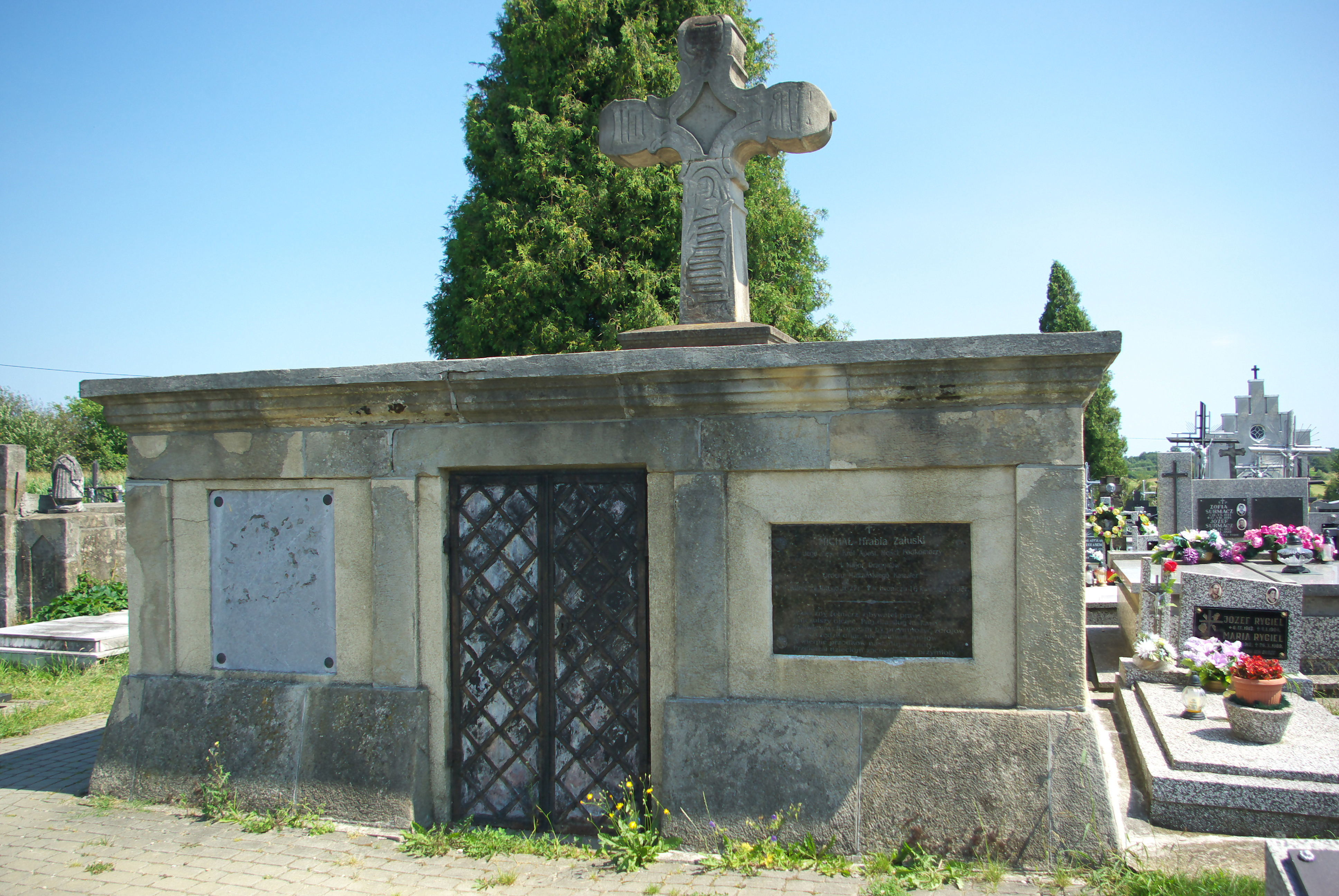
Grobowiec Załuskich w Iwoniczu

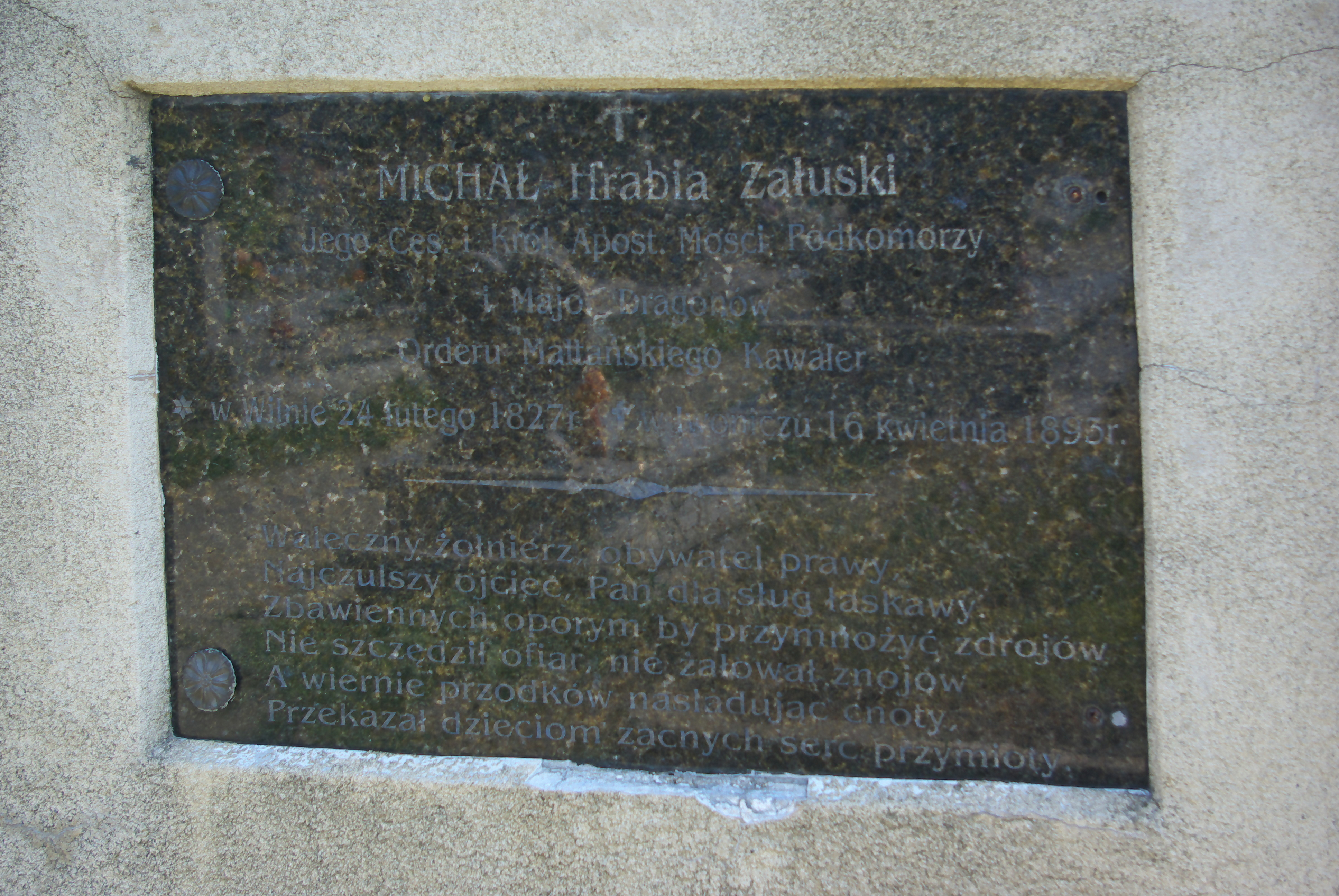
Tablica Michała Załuskiego na grobowcu

## Życiorys
Urodził się w rodzinie marszałka szlachty powiatu upickiego, jednego z przywódców powstania listopadowego na Litwie, założyciela uzdrowiska Iwonicz-Zdrój – Karola Załuskiego (1794–1845) i matki Amelii Zaluskiej z książąt Ogińskich (1805-1858).
Miał czterech braci i cztery siostry, m.in. byli to; Maria Eugenia Zofia Załuska  (1829-1910), Emma Honorata Ida Załuska ż. Ostaszewskiego (1831-1912), Karol Bernard Załuski (1834-1919), Ireneusz (1835-1868), Stanisław Maria Józef (1838-1904), Iwon Załuski (1840-1881), Ida Rozalia Aniela Załuska (1841-1916), Franciszka Joanna Amelia Załuska (1843-1924).
Był oficerem Armii Cesarstwa Austriackiego, w stopniu rotmistrza 1 klasy jazdy i do około 1859 służył w 6 pułku dragonów. Około 1860 tytuł majora ad honores.
Po śmierci rodziców Michał w 1860 przejął w posiadanie dwór i majątek w Iwoniczu. Pod jego kierownictwem nastąpił dalszy rozwój zakładu uzdrowiskowego. Dużo wagi przywiązywał do reklamy i do systematycznego przeprowadzania badania wód mineralnych, które sprzedawano butelkowane w kraju i za granicą. Dodatkowo w 1867 r. wybudowano za jego staraniem i uruchomiono warzelnię soli jodobromowej. Zabiegał o budowę nowych linii kolejowych i stacji kolejowej, która powstała w odległości 12 km od uzdrowiska zbliżając Iwonicz do szerokiego świata. Za jego życia w 1876 roku funkcjonowało w Zdroju 19 willi (600 pokoi), osobne wille posiadali spokrewnieni z Załuskimi Ostaszewscy i Gołaszewscy.
Żoną Michała 9 maja 1860 w Kobylepolu została Helena Maria Brzostowska (1832-1892), właścicielka; Czarnożył, Raczyn i Bolkowa, która również wpływała swoimi pomysłami na rozwój posiadłości. Ich dziećmi byli: Emma Maria Helena hr. Załuska (1863-1944), Józef Karol Adam Załuski (1867-1930), którego żoną została Izabella hr. Tyszkiewicz-Łohojska h. Leliwa (1872-1946).
Michał Karol Załuski był kawalerem maltańskim. Zmarł 16 kwietnia 1893 w Iwoniczu i został pochowany w grobowcu rodzinnym na starym cmentarzu w tej miejscowości.
Był jednym z założycieli i członkiem Sodalicji Mariańskiej w Starej Wsi w 1892; po latach jego nazwisko zostało wymienione w grupie zasłużonych członków SM na tablicy ich upamiętniającej w tamtejszej bazylice Wniebowzięcia Najświętszej Maryi Panny.